# Glynn Turman
Glynn Russell Turman (Nueva York, 31 de enero de 1947), conocido como Glynn Turman, es un actor, guionista, director y productor estadounidense, reconocido por sus papeles como Lew Miles en la serie Peyton Place (1968–1969), Leroy Jackson en la película Cooley High, Bradford Taylor en A Different World (1988–93) y Clarence Royce en la serie de HBO The Wire. En 2020 interpretó el papel de Toledo en el filme Ma Rainey's Black Bottom.

## Filmografía

### Cine
| Año  | Título                              | Papel              | Notas |
| ---- | ----------------------------------- | ------------------ | ----- |
| 1971 | Honky                               | Marinero           |       |
| 1972 | A.W.O.L.                            | Mohammed G.        |       |
| 1973 | Five on the Black Hand Side         | Gideon Brooks      |       |
| 1974 | Thomasine & Bushrod                 | Jomo J. Anderson   |       |
| 1974 | Together Brothers                   | Dr. Johnson        |       |
| 1975 | Cooley High                         | Predicador         |       |
| 1976 | The River Niger                     | Jeff Williams      |       |
| 1976 | J. D.'s Revenge                     | Isaac              |       |
| 1977 | The Serpent's Egg                   | Monroe             |       |
| 1978 | A Hero Ain't Nothin' but a Sandwich | Nigeria            |       |
| 1982 | Penitentiary II                     | Charles Johnson    |       |
| 1984 | Gremlins                            | Roy Hanson         |       |
| 1986 | Out of Bounds                       | Teniente Delgado   |       |
| 1992 | Deep Cover                          | Russell Stevens    |       |
| 1994 | The Inkwell                         | Spencer Phillips   |       |
| 1996 | Subterfuge                          | Stallworth Hubbs   |       |
| 1998 | How Stella Got Her Groove Back      | Dr. Shakespeare    |       |
| 1999 | Light It Up                         | Allan Armstrong    |       |
| 2000 | The Visit                           | Reingold           |       |
| 2000 | Men of Honor                        | Floyd              |       |
| 2004 | The Seat Filler                     | Padre de Derrick   |       |
| 2005 | Sahara                              | Dr. Frank Hopper   |       |
| 2007 | City Teacher                        | Kevin Sawyer       |       |
| 2007 | Kings of the Evening                | Clarence Brown     |       |
| 2009 | Preaching to the Pastor             | Obispo Hightower   |       |
| 2010 | Takers                              | Detective Duncan   |       |
| 2010 | Burlesque                           | Harold Saint       |       |
| 2011 | Super 8                             | Dr. Woodward       |       |
| 2012 | John Dies at the End                | Detective Appleton |       |
| 2012 | Who Killed Soul Glow?               |                    |       |
| 2012 | The Obama Effect                    | Slim Sugar         |       |
| 2012 | The Pastor's Secrets                |                    |       |
| 2013 | Act Like You Love Me                | David              |       |
| 2014 | Dakota's Summer                     | Isaac Benson       |       |
| 2016 | Race                                | Harry Davis        |       |
| 2018 | Solace                              | Clay               |       |
| 2018 | Bumblebee                           | General Whalen     |       |
| 2019 | Sextuplets                          | Leland             |       |
| 2019 | Windows on the World                | Lou                |       |
| 2019 | Justine                             | Papa Don           |       |
| 2020 | The Way Back                        | Doc                |       |
| 2020 | Ma Rainey's Black Bottom            | Toledo             |       |
| 2023 | 80 for Brady                        | Mickey             |       |

### Televisión
| Año           | Título                                           | Papel                                      | Notas                                              |
| ------------- | ------------------------------------------------ | ------------------------------------------ | -------------------------------------------------- |
| 1961          | The Play of the Week                             |                                            | 1 episodio                                         |
| 1968          | Daktari                                          | Usumbu                                     | 1 episodio                                         |
| 1968–1969     | Peyton Place                                     | Lew Miles                                  | 37 episodios                                       |
| 1969          | Julia                                            | Jimmy James                                | 2 episodios                                        |
| 1969          | CBS Playhouse                                    | Jackson                                    | 1 episodio                                         |
| 1970          | Carter's Army                                    | George Brightman                           | Telefilme                                          |
| 1970–1971     | Room 222                                         | Vic                                        | 2 episodios                                        |
| 1971          | Men at Law                                       |                                            | 1 episodio                                         |
| 1971          | Insight                                          | Sam                                        | 1 episodio                                         |
| 1972          | The Mod Squad                                    | Lonnie                                     | 1 episodio                                         |
| 1972          | The Doris Day Show                               | Chris Davis                                | 1 episodio                                         |
| 1973          | Cannon                                           | Jamal                                      | 1 episodio                                         |
| 1973          | Hawaii Five-O                                    | Harley Dartson                             | 1 episodio                                         |
| 1973          | The Rookies                                      | Jimmy Webster                              | 1 episodio                                         |
| 1975          | Ceremonies in Dark Old Men                       | Theo                                       | Telefilme                                          |
| 1975          | The Blue Knight                                  | Edwin Beall                                | 1 episodio                                         |
| 1976–1978     | Visions                                          | Axis                                       | 2 episodios                                        |
| 1977          | The Tony Randall Show                            | William                                    | 1 episodio                                         |
| 1978          | ABC Afterschool Special                          | Lenny Johnson                              | 1 episodio                                         |
| 1978          | Katie: Portrait of a Centerfold                  | Preston de Cordiva                         | Telefilme                                          |
| 1978          | The Paper Chase                                  | Raymond Livingston                         | 1 episodio                                         |
| 1978–1979     | Centennial                                       | Nate Person                                | 5 episodios                                        |
| 1980          | Attica                                           | Raymond Franklin                           | Telefilme                                          |
| 1980          | The White Shadow                                 | Ron Taylor                                 | 1 episodio                                         |
| 1980          | Palmerstown, U.S.A.                              | C.J. Freeman                               | 1 episodio                                         |
| 1981          | Thornwell                                        | James Thornwell                            | Telefilme                                          |
| 1982          | The Greatest American Hero                       | Le Clerc                                   | 1 episodio                                         |
| 1982          | Fame                                             | Ben Pettit                                 | 1 episodio                                         |
| 1983          | Manimal                                          | Ty Earl                                    | 1 episodio                                         |
| 1983          | Lottery!                                         |                                            | 1 episodio                                         |
| 1984          | The Love Boat                                    | Tyrone                                     | 1 episodio                                         |
| 1984          | La isla de la fantasía                           | Joe Wilson                                 | 1 episodio                                         |
| 1984          | Secrets of a Married Man                         | Jesse                                      | Telefilme                                          |
| 1984          | T. J. Hooker                                     | Norman Powell                              | 1 episodio                                         |
| 1984          | Hot Pursuit                                      | Mitch Simpson                              | 1 episodio                                         |
| 1984          | This Is the Life                                 |                                            | 1 episodio                                         |
| 1985          | Riptide                                          | Tyrone Diamond                             | 1 episodio                                         |
| 1985          | American Playhouse                               | Joshua                                     | 1 episodio                                         |
| 1985          | Detective in the House                           |                                            | 1 episodio                                         |
| 1985          | Hail to the Chief                                | LaRue Hawkes                               | 1 episodio                                         |
| 1985          | The Twilight Zone                                | Billy Kinetta                              | 1 episodio                                         |
| 1985–1989     | Murder, She Wrote                                | Earl Browder / Stan Lassiter / Ben Coleman | 3 episodios                                        |
| 1986          | The Redd Foxx Show                               | Rod Tyler                                  | 1 episodio                                         |
| 1986          | The Magical World of Disney                      | Lloyd Lyman                                | 1 episodio                                         |
| 1987          | Matlock                                          | Dennis Orlando                             | 2 episodios                                        |
| 1987          | CBS Summer Playhouse                             | Roger Donnely                              | 1 episodio                                         |
| 1987          | J.J. Starbuck                                    | Teniente Caspersons                        | 1 episodio                                         |
| 1988–1993     | A Different World                                | Bradford Taylor                            | 68 episodios                                       |
| 1990          | Freddy's Nightmares                              | Dr. Redman                                 | 1 episodio                                         |
| 1996          | The Lazarus Man                                  |                                            | 1 episodio                                         |
| 1996          | Rebound: The Legend of Earl "The Goat" Manigault | Powell                                     | Telefilme                                          |
| 1997          | Millennium                                       | James Glen                                 | 1 episodio                                         |
| 1997          | Buffalo Soldiers                                 | Joshua 'Joyu' Judges Ruth                  | Telefilme                                          |
| 1999          | The Magnificent Seven                            | Achilles Thompson                          | 1 episodio                                         |
| 2000          | Freedom Song                                     | T-Bone Lanier                              | Telefilme                                          |
| 2000          | Strange World                                    | Wade Beecher                               | 1 episodio                                         |
| 2000          | Touched by an Angel                              | Ernie Guthrie                              | 1 episodio                                         |
| 2000–2002     | Resurrection Blvd.                               | Bobby Davis                                | 7 episodios                                        |
| 2001          | Fire & Ice                                       | Robert Aimes Sr.                           | Telefilme                                          |
| 2001          | Big Apple                                        | Ted Olsen                                  | 8 episodios                                        |
| 2001          | JAG                                              | Sub Captain                                | 1 episodio                                         |
| 2003          | The Lyon's Den                                   | Phil Cherot                                | 1 episodio                                         |
| 2003          | Law & Order: Criminal Intent                     | Roy Hines                                  | 1 episodio                                         |
| 2004–2005     | The Bernie Mac Show                              | Carl McCullough                            | 2 episodios                                        |
| 2004–2008     | The Wire                                         | Clarence V. Royce                          | 16 episodios                                       |
| 2006          | Law & Order: Special Victims Unit                | Dr. Young                                  | 1 episodio                                         |
| 2006          | All of Us                                        | Earl James                                 | 3 episodios                                        |
| 2008          | Murder 101                                       | Bob Monroe                                 | 1 episodio                                         |
| 2008          | Cold Case                                        | Al Towert                                  | 1 episodio                                         |
| 2008          | ER                                               | Sr. Holmes                                 | 1 episodio                                         |
| 2008–2009     | In Treatment                                     | Alex Prince                                | 4 episodios                                        |
| 2009          | Scrubs                                           | George Valentine                           | 1 episodio                                         |
| 2009          | Southland                                        | Capitán                                    | 1 episodio                                         |
| 2009          | FlashForward                                     | Senador Noland                             | 1 episodio                                         |
| 2010          | Detroit 1-8-7                                    | Clinton P. Huey                            | 1 episodio                                         |
| 2010–2011     | The Defenders                                    | Bob Owens                                  | 5 episodios                                        |
| 2011          | Funny or Die Presents                            | Huckey                                     | 1 episodio                                         |
| 2012          | Alcatraz                                         | Emmitt Little                              | 1 episodio                                         |
| 2012          | NCIS: Los Angeles                                | James Pierce                               | 1 episodio                                         |
| 2012          | Revolution                                       | David Kipling                              | 1 episodio                                         |
| 2012–2016     | House of Lies                                    | Jeremiah Kaan                              | 51 episodios                                       |
| 2013          | Criminal Minds                                   | Charles Johnson                            | 1 episodio                                         |
| 2015          | Proof                                            | James Tyler                                | 1 episodio                                         |
| 2016          | Queen Sugar                                      | Ernest Bordelon                            | 2 episodios                                        |
| 2017          | Graves                                           |                                            | 2 episodios                                        |
| 2018          | Suits                                            | Vic                                        | 1 episodio                                         |
| 2018–2019     | How to Get Away with Murder                      | Nate Lahey                                 | 8 episodios                                        |
| 2019          | Better Things                                    | Rocket                                     | 1 episodio                                         |
| 2019          | Documentary Now!                                 | Julius Baxter                              | 1 episodio                                         |
| 2019          | American Gods                                    |                                            | 1 episodio                                         |
| 2019          | The Red Line                                     | Nathan Gordon                              | 4 episodios                                        |
| 2019          | Claws                                            | Calvin Sims                                | 2 episodios                                        |
| 2019          | Mr. Mercedes                                     | Raines                                     | 6 episodios                                        |
| 2019          | Power                                            | Gabriel                                    | 1 episodio                                         |
| 2020          | Black-ish                                        | Billy Blade                                | 1 episodio                                         |
| 2020          | Close Enough                                     | Voz                                        | 1 episodio                                         |
| 2020          | Fargo                                            | Senador                                    | 6 episodios                                        |
| 2020          | Power Book II: Ghost                             | Gabriel                                    | 1 episodio                                         |
| 2021          | Women of the Movement                            | Mose Wright                                |                                                    |
| 2023—presente | Percy Jackson y los dioses del Olimpo            | Quirón / Mr. Brunner                       | Elenco recurrente 3 episodios, serie de TV Disney+ |